# Soda bread

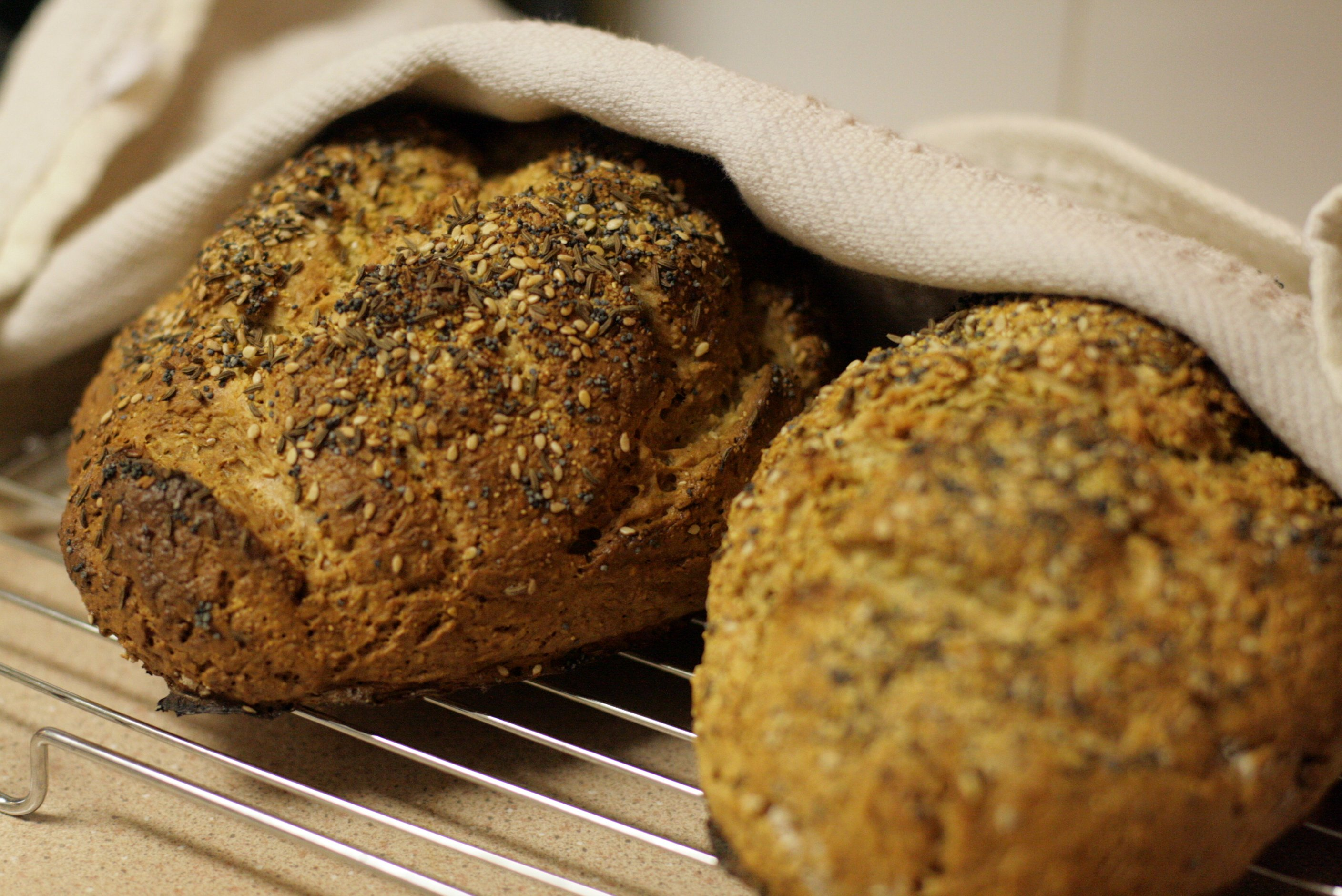
Zwei Sodabrote

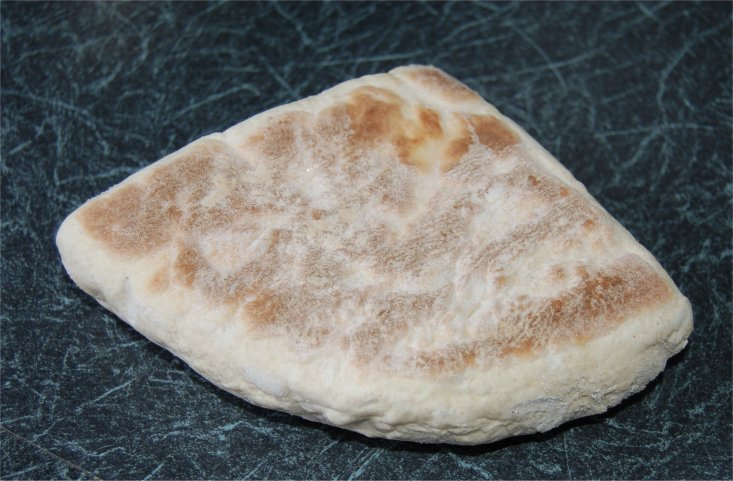
Soda Bread Farl

Soda bread (englisch für Sodabrot) ist ein irisches Brot, für das Natron als Backtriebmittel verwendet wird.
Das Sodabrot wurde in den 1830er Jahren auch in Amerika hergestellt, irische Immigranten hatten ihre Rezepte aus der Heimat mitgebracht. Ende des 19. Jahrhunderts entwickelte sich bei den Iren, die eine Vorliebe für Kartoffeln hatten, ein Trend zu verschiedenen Brotsorten, darunter das Soda bread und die Fladen Soda farls. Es wurde damals zwar Hefe zum Brotbacken verwendet, aber auf dem Lande war Natriumbikarbonat (Backsoda) das übliche Backtriebmittel: daher der Name „Sodabrot“.
Traditionell wurde es nicht in einem Backofen gebacken, sondern in einem Topf „an einem Torffeuer“, dazu wurde der brennende Torf auch auf den Topfdeckel gegeben. Gegen Ende des 19. Jahrhunderts war es dann als Irish soda bread (irisches Sodabrot) bekannt. Zutaten sind Mehl, Backpulver, Weinsäure und Salz sowie Milch oder alternativ Sauer- oder Buttermilch.